# Discografia di Sabrina Carpenter
La discografia di Sabrina Carpenter, cantante statunitense, comprende sei album in studio, due EP, trenta singoli, di cui tre realizzati in collaborazione con altri artisti, e trenta video.

## Album in studio
| Anno                                                         | Titolo e dettagli | Classifiche | Classifiche | Classifiche | Classifiche | Classifiche | Classifiche | Classifiche | Classifiche | Classifiche | Classifiche | Certificazioni                                                                            |
| Anno                                                         | Titolo e dettagli | USA         | AUS         | BEL (FL)    | CAN         | IRE         | NOR         | NZL         | SWE         | SWI         | UK          | Certificazioni                                                                            |
| ------------------------------------------------------------ | --- | ----------- | ----------- | ----------- | ----------- | ----------- | ----------- | ----------- | ----------- | ----------- | ----------- | ----------------------------------------------------------------------------------------- |
| 2015                                                         | Eyes Wide Open - Pubblicato: 14 aprile 2015 - Etichetta: Hollywood - Formati: CD, download digitale, streaming            | 43          | —           | —           | —           | —           | —           | —           | —           | —           | —           |                                                                                           |
| 2016                                                         | Evolution - Pubblicato: 14 ottobre 2016 - Etichetta: Hollywood - Formati: CD, LP, download digitale, streaming            | 28          | 44          | 181         | 84          | 98          | —           | —           | —           | —           | —           |                                                                                           |
| 2018                                                         | Singular: Act I - Pubblicato: 9 novembre 2018 - Etichetta: Hollywood - Formati: CD, LP, download digitale, streaming      | 103         | —           | —           | —           | —           | —           | —           | —           | —           |             |                                                                                           |
| 2019                                                         | Singular: Act II - Pubblicato: 19 luglio 2019 - Etichetta: Hollywood - Formati: CD, LP, download digitale, streaming      | 138         | —           | —           | —           | —           | —           | —           | —           | —           | —           |                                                                                           |
| 2022                                                         | Emails I Can't Send - Pubblicato: 15 luglio 2022 - Etichetta: Island - Formati: CD, LP, download digitale, streaming      | 23          | 27          | 55          | 32          | 22          | 19          | 27          | 53          | 68          | 40          | - USA: Platino - NZL: Platino - UK: Oro                                                   |
| 2024                                                         | Short n' Sweet - Pubblicato: 23 agosto 2024 - Etichetta: Island - Formati: CD, LP, 2 LP, MC, download digitale, streaming | 1           | 1           | 1           | 1           | 1           | 1           | 1           | 2           | 1           | 1           | - USA: Platino (3) - AUS: Platino (3) - CAN: Platino (3) - NZL: Platino - UK: Platino (2) |
| 2025                                                         | Man's Best Friend - Pubblicato: 29 agosto 2025 - Etichetta: Island - Formato: CD, LP, download digitale, streaming        | TBA         | TBA         | TBA         | TBA         | TBA         | TBA         | TBA         | TBA         | TBA         | TBA         |                                                                                           |
| "—" indica una pubblicazione non classificata in quel Paese. | |             |             |             |             |             |             |             |             |             |             |                                                                                           |

## Extended play
| Anno                                                         | Titolo e dettagli                                                                                                 | Classifiche | Classifiche | Classifiche | Classifiche | Classifiche | Classifiche | Classifiche | Classifiche | Classifiche |
| Anno                                                         | Titolo e dettagli                                                                                                 | USA         | AUS         | BEL (FL)    | CAN         | IRE         | NOR         | NZL         | SWE         | UK          |
| ------------------------------------------------------------ | --- | ----------- | ----------- | ----------- | ----------- | ----------- | ----------- | ----------- | ----------- | ----------- |
| 2014                                                         | Can't Blame a Girl for Trying - Pubblicato: 8 aprile 2014 - Etichetta: Hollywood - Formato: CD, download digitale | —           | —           | —           | —           | —           | —           | —           | —           | —           |
| 2023                                                         | Fruitcake - Pubblicato: 17 novembre 2023 - Etichetta: Island - Formato: CD, LP, MC, download digitale, streaming  | 10          | 14          | 6           | 29          | 17          | 16          | 31          | 40          | 5           |
| "—" indica una pubblicazione non classificata in quel Paese. | |             |             |             |             |             |             |             |             |             |

## Singoli

### Come artista principale
| Anno                                                         | Titolo                                | Classifiche | Classifiche | Classifiche | Classifiche | Classifiche | Classifiche | Classifiche | Classifiche | Classifiche | Classifiche | Certificazioni                                                                                                   | Album di provenienza          |
| Anno                                                         | Titolo                                | USA         | AUS         | BEL (FL)    | CAN         | IRE         | NOR         | NZL         | SWE         | SWI         | UK          | Certificazioni                                                                                                   | Album di provenienza          |
| ------------------------------------------------------------ | ------------------------------------- | ----------- | ----------- | ----------- | ----------- | ----------- | ----------- | ----------- | ----------- | ----------- | ----------- | --- | ----------------------------- |
| 2014                                                         | Can't Blame a Girl for Trying         | —           | —           | —           | —           | —           | —           | —           | —           | —           | —           | - USA: Oro | Can't Blame a Girl for Trying |
| 2014                                                         | The Middle of Starting Over           | —           | —           | —           | —           | —           | —           | —           | —           | —           | —           | | Can't Blame a Girl for Trying |
| 2015                                                         | We'll Be The Stars                    | —           | —           | —           | —           | —           | —           | —           | —           | —           | —           | | Eyes Wide Open                |
| 2015                                                         | Eyes Wide Open                        | —           | —           | —           | —           | —           | —           | —           | —           | —           | —           | - USA: Oro | Eyes Wide Open                |
| 2016                                                         | Smoke and Fire                        | —           | —           | —           | —           | —           | —           | —           | —           | —           | —           | | /                             |
| 2016                                                         | On Purpose                            | —           | —           | —           | —           | —           | —           | —           | —           | —           | —           | | Evolution                     |
| 2017                                                         | Thumbs                                | 101         | 173         | —           | —           | —           | 19          | —           | 88          | —           | —           | - USA: Platino - NOR: Platino - NZL: Oro - UK: Argento                                                           | Evolution                     |
| 2017                                                         | Hands (con Mike Perry e The Vamps)    | —           | —           | —           | —           | —           | —           | —           | 70          | —           | —           | - SWE: Oro | Night & Day (Night Edition)   |
| 2017                                                         | Why                                   | 121         | —           | —           | —           | —           | —           | —           | —           | —           | —           | - USA: Oro - NZL: Oro                                                                                            | Singular: Act I               |
| 2018                                                         | Alien (con Jonas Blue)                | —           | —           | —           | —           | —           | —           | —           | —           | —           | —           | | Singular: Act I               |
| 2018                                                         | Almost Love                           | —           | —           | —           | —           | —           | —           | —           | —           | —           | —           | | Singular: Act I               |
| 2018                                                         | Sue Me                                | —           | —           | —           | —           | —           | —           | —           | —           | —           | —           | - USA: Platino - AUS: Platino - NZL: Oro                                                                         | Singular: Act I               |
| 2019                                                         | Pushing 20                            | —           | —           | —           | —           | —           | —           | —           | —           | —           | —           | | Singular: Act II              |
| 2019                                                         | On My Way (con Alan Walker e Farruko) | —           | —           | —           | —           | 69          | 3           | —           | 30          | 34          | —           | - CAN: Oro - NZL: Oro - SWE: Platino - UK: Argento                                                               | World of Walker               |
| 2019                                                         | Exhale                                | —           | —           | —           | —           | —           | —           | —           | —           | —           | —           | | Singular: Act II              |
| 2019                                                         | In My Bed                             | —           | —           | —           | —           | —           | —           | —           | —           | —           | —           | | Singular: Act II              |
| 2020                                                         | Honeymoon Fades                       | —           | —           | —           | —           | —           | —           | —           | —           | —           | —           | | /                             |
| 2021                                                         | Skin                                  | 48          | —           | 91          | —           | 12          | —           | —           | —           | 99          | 28          | - USA: Oro - NZL: Oro                                                                                            | /                             |
| 2021                                                         | Skinny Dipping                        | —           | —           | —           | —           | —           | —           | —           | —           | —           | —           | | Emails I Can't Send           |
| 2022                                                         | Fast Times                            | —           | —           | —           | —           | —           | —           | —           | —           | —           | —           | | Emails I Can't Send           |
| 2022                                                         | Vicious                               | —           | —           | —           | —           | —           | —           | —           | —           | —           | —           | - AUS: Oro | Emails I Can't Send           |
| 2022                                                         | Because I Liked a Boy                 | —           | —           | —           | —           | 86          | —           | —           | —           | —           | —           | - USA: Platino - CAN: Oro - NZL: Oro - UK: Argento                                                               | Emails I Can't Send           |
| 2022                                                         | Nonsense                              | 56          | 22          | —           | 37          | 20          | —           | 31          | —           | —           | 32          | - USA: Platino (3) - AUS: Platino (4) - CAN: Platino (3) - NZL: Platino (2) - UK: Platino                        | Emails I Can't Send           |
| 2023                                                         | Feather                               | 21          | 23          | —           | 25          | 26          | —           | 40          | —           | —           | 19          | - USA: Platino (2) - AUS: Platino (3) - CAN: Platino - NZL: Platino - UK: Platino                                | Emails I Can't Send           |
| 2024                                                         | Espresso                              | 3           | 1           | 1           | 3           | 1           | 2           | 2           | 4           | 2           | 1           | - USA: Platino (7) - AUS: Platino (8) - CAN: Platino (5) - NZL: Platino (5) - SWI: Platino (2) - UK: Platino (3) | Short n' Sweet                |
| 2024                                                         | Please Please Please                  | 1           | 1           | 30          | 3           | 1           | 1           | 1           | 6           | 12          | 1           | - USA: Platino (5) - AUS: Platino (5) - CAN: Platino (6) - NZL: Platino (3) - SWI: Oro - UK: Platino (2)         | Short n' Sweet                |
| 2024                                                         | Taste                                 | 2           | 1           | 14          | 4           | 1           | 2           | 2           | 9           | 22          | 1           | - USA: Platino (3) - AUS: Platino (4) - CAN: Platino (4) - NZL: Platino (2) - SWI: Oro - UK: Platino (2)         | Short n' Sweet                |
| 2024                                                         | Bed Chem                              | 14          | 10          | —           | 17          | 5           | —           | 9           | 65          | —           | 6           | - USA: Platino (2) - AUS: Platino (2) - CAN: Platino (2) - NZL: Platino - UK: Platino                            | Short n' Sweet                |
| 2024                                                         | Juno                                  | 22          | 19          | —           | 25          | 14          | 42          | 19          | 94          | —           | 24          | - USA: Platino - AUS: Platino - CAN: Platino - NZL: Platino - UK: Oro                                            | Short n' Sweet                |
| 2025                                                         | Busy Woman                            | 27          | 22          | —           | 38          | 5           | 16          | —           | 49          | —           | 6           | - USA: Oro - NZL: Oro - UK: Oro                                                                                  | Short n' Sweet (Deluxe)       |
| 2025                                                         | Manchild                              | 1           | 2           | —           | 2           | 1           | 12          | 2           | 13          | 25          | 1           | - AUS: Oro - UK: Argento                                                                                         | Man's Best Friend             |
| "—" indica una pubblicazione non classificata in quel Paese. |                                       |             |             |             |             |             |             |             |             |             |             | |                               |

### Come artista ospite
| Anno | Titolo                                             | Album di provenienza |
| ---- | -------------------------------------------------- | -------------------- |
| 2017 | First Love (Lost Kings feat. Sabrina Carpenter)    | We Are Lost Kings    |
| 2020 | Tricky (Shoffy feat. Sabrina Carpenter)            | Flash                |
| 2020 | Wow (Remix) (Zara Larsson feat. Sabrina Carpenter) | /                    |

### Singoli promozionali
| Anno | Titolo | Album di provenienza      |
| ---- | --- | ------------------------- |
| 2011 | Fall Apart | /                         |
| 2011 | Make You Feel My Love (con Sarah Carpenter feat. Nathaniel Hawk e Cameron Hawk)                                                                    | /                         |
| 2012 | Safe & Sound | /                         |
| 2012 | I'll Be Home for Christmas (con Ali Brustofski e Danielle Lowe)                                                                                    | Christmas Past & Presents |
| 2014 | Take On the World (con Rowan Blanchard) | /                         |
| 2014 | Silver Nights | /                         |
| 2014 | Stand Out | /                         |
| 2015 | Christmas the Whole Year Round | A Hollywood Christmas     |
| 2016 | A Dream Is a Wish Your Heart Makes/So This Is Love                                                                                                 | /                         |
| 2016 | All We Have Is Love | Evolution                 |
| 2016 | Run and Hide | Evolution                 |
| 2016 | Santa Claus Is Coming to Town (DNCE feat. Charlie Puth, Hailee Steinfeld, Daya, Fifth Harmony, Rita Ora, Tinashe, Sabrina Carpenter e Jake Miller) | /                         |
| 2017 | Sign of the Times (con Jasmine Thompson) | /                         |
| 2017 | Tomorrow Starts Today | /                         |
| 2017 | Have Yourself a Merry Little Christmas | A Hollywood Christmas     |
| 2018 | Paris | Singular: Act I           |
| 2018 | Bad Time | Singular: Act I           |
| 2019 | I'm Fakin | Singular: Act II          |
| 2020 | Perfect Song (Royalties Cast feat. Sabrina Carpenter)                                                                                              | Royalties                 |
| 2020 | Let Me Move You | Work It                   |
| 2020 | Clouds (con Fin Argus) | Clouds                    |

## Altri brani entrati in classifica
| Anno                                                         | Titolo                      | Classifiche | Classifiche | Classifiche | Classifiche | Classifiche | Classifiche | Certificazioni                                          | Album di provenienza    |
| Anno                                                         | Titolo                      | USA         | AUS         | CAN         | IRE         | NOR         | NZL         | Certificazioni                                          | Album di provenienza    |
| ------------------------------------------------------------ | --------------------------- | ----------- | ----------- | ----------- | ----------- | ----------- | ----------- | ------------------------------------------------------- | ----------------------- |
| 2024                                                         | Good Graces                 | 15          | 12          | 16          | —           | 85          | 17          | - USA: Platino - AUS: Platino - CAN: Platino - NZL: Oro | Short n' Sweet          |
| 2024                                                         | Sharpest Tool               | 21          | 20          | 27          | —           | —           | 20          | - USA: Oro - AUS: Oro - CAN: Oro - UK: Argento          | Short n' Sweet          |
| 2024                                                         | Dumb & Poetic               | 32          | 33          | 40          | —           | —           | 33          | - USA: Oro - CAN: Oro                                   | Short n' Sweet          |
| 2024                                                         | Slim Pickins                | 27          | 24          | 33          | —           | —           | 28          | - USA: Oro - AUS: Oro - CAN: Oro                        | Short n' Sweet          |
| 2024                                                         | Lie to Girls                | 41          | 38          | 46          | —           | —           | —           | - USA: Oro - CAN: Oro                                   | Short n' Sweet          |
| 2024                                                         | Don't Smile                 | 35          | —           | 45          | —           | —           | 36          | - USA: Oro - CAN: Oro                                   | Short n' Sweet          |
| 2025                                                         | 15 Minutes                  | 67          | —           | 64          | 54          | —           | —           |                                                         | Short n' Sweet (Deluxe) |
| 2025                                                         | Couldn't Make It Any Harder | 84          | —           | 76          | —           | —           | —           |                                                         | Short n' Sweet (Deluxe) |
| 2025                                                         | Bad Reviews                 | 87          | —           | 79          | —           | —           | —           |                                                         | Short n' Sweet (Deluxe) |
| "—" indica una pubblicazione non classificata in quel Paese. |                             |             |             |             |             |             |             |                                                         |                         |

## Video musicali
| Anno | Titolo                                    | Regista/i                                |
| ---- | ----------------------------------------- | ---------------------------------------- |
| 2011 | Fall Apart                                | Hank Devos                               |
| 2014 | Can't Blame a Girl for Trying             | Kinga Burza                              |
| 2014 | The Middle of Starting Over               | The Young Astronauts                     |
| 2015 | We'll Be the Stars                        | Sarah McClung                            |
| 2015 | Eyes Wide Open                            | Sarah McClung                            |
| 2016 | Smoke and Fire                            | Jessie Hill                              |
| 2016 | On Purpose                                | James Miller                             |
| 2017 | Thumbs                                    | Hayley Young                             |
| 2017 | Why                                       | Jay Martin                               |
| 2017 | First Love (con i Lost Kings)             | Tyler Bailey                             |
| 2018 | Alien (con Jonas Blue)                    | Carly Cussen                             |
| 2018 | Almost Love                               | Hannah Lux Davis                         |
| 2018 | Sue Me                                    | Lauren Dunn                              |
| 2018 | Paris                                     | Jasper Cable-Alexander                   |
| 2019 | On My Way (alternate video)               | Alexander Zarate Frez e Frederic Esnault |
| 2019 | Exhale                                    | Mowgly Lee                               |
| 2019 | In My Bed                                 | Phillip R Lopez                          |
| 2021 | Skin                                      | Jason Lester                             |
| 2021 | Skinny Dipping                            | Amber Park                               |
| 2022 | Fast Times                                | Amber Park                               |
| 2022 | Because I Liked a Boy                     | Amber Park                               |
| 2022 | Nonsense                                  | Danica Kleinknecht                       |
| 2023 | Feather                                   | Mia Barnes                               |
| 2023 | Santa Doesn't Know You Like I Do          | Rebekah Campbell                         |
| 2024 | Espresso                                  | Dave Meyers                              |
| 2024 | Please Please Please                      | Bardia Zeinali                           |
| 2024 | Taste                                     | Dave Meyers                              |
| 2025 | Please Please Please (feat. Dolly Parton) | Sabrina Carpenter e Sean Price Williams  |
| 2025 | Manchild                                  | Vania Heymann e Gal Muggia               |